# Fahreddin Pashá
Ömer Fahrettin Türkkan, más conocido como Fahreddin Pashá o Fakhri Pashá (Ruse, 1868 - 22 de noviembre de 1948) fue un militar turco, miembro del Ejército Otomano y gobernador de Medina entre 1916 y 1919. Es conocido por defender a Medina de un asedio durante la Primera Guerra Mundial.

## Vida
Nació en Rusçuk (hoy Ruse) en 1868, hijo de sus padres Fatma Adile Hanım y Mehmed Nahid Bey, tenía una hermana menor llamada Sabiha Hanım, quien se casó con un Pasha otomano llamado Alí. En 1878, su familia se mudó a Estambul por la guerra ruso-turca. Se graduó de una academia militar en 1888, y en 1891 comenzó a trabajar en el ejército otomano.

## Familia
Se casó con Ayşe Sıdıka Hanımefendi (1884-1959) en 1900, quien era hija de Ferik Ahmet Pachá. Tuvieron cinco hijos:
- Suphiye Türkkan, 1904-1978 (hija)
- Mehmed Selim Türkkan, 1908-1991 (hijo)
- Mehmed Orhan Türkkan, 1910-1994 (hijo)
- Ayşe Nermin Türkkan, 1919-1997 (hija)
- Ayhan Türkkan, 1928-1959 (hijo)

## Primera Guerra Mundial
En 1914, poco antes de que el Imperio otomano se movilizara, fue nombrado comandante del XII Cuerpo estacionado en Mosul. Fue ascendido a Mirliva (Mayor General) el 12 de noviembre de 1914, y nombrado comandante adjunto del IV Ejército en Alepo.

### Asedio de Medina
Durante la Primera Guerra Mundial, después de que Husayn ibn Ali comenzó a preparar una rebelión en contra del Imperio otomano, Fahreddin, cumpliendo órdenes de Cemal Pashá el 23 de mayo de 1916, se trasladó a Hiyaz para defender a la región, y se le nombró comandante de la Fuerza Expedicionaria de Hiyaz el 17 de julio de 1916.
Medina fue asediada por las fuerzas árabes que se rebelaron en contra del sultán y se aliaron con los británicos. Fahreddin Pashá intentó proteger el Ferrocarril del Hiyaz del sabotaje de los árabes. Las guarniciones turcas de las pequeñas estaciones de tren en el área resistieron a los continuos ataques nocturnos y defendieron el ferrocarril contra un número cada vez mayor de ataques: alrededor de 130 ataques importantes en 1917 y "cientos" en 1918.
Después de que el Imperio otomano se retiró de la Primera Guerra Mundial tras el Armisticio de Mudros el 30 de octubre de 1918, los aliados esperaban que Fahreddin se rindiera, pero este se negó y rechazó el armisticio.
Durante el asedio, Fahreddin envió los artefactos y manuscritos sagrados de Medina a Estambul para protegerlos de los aliados y los árabes. La mayoría de los manuscritos fueron devueltos a Medina por el Imperio Otomano, y ahora se encuentran en las bibliotecas de la ciudad, mientras que el resto permanece en el Palacio de Topkapı en Estambul.
Según las memorias de Feridun Kandemir, voluntario de la Media Luna Roja en Medina, un viernes de la primavera de 1918 después de oraciones en la Mezquita del Profeta, Fahreddin se dirigió a sus tropas:
"¡Soldados! Apelo a ustedes en nombre del Profeta, mi testigo. Les ordeno que lo defiendan a él y a su ciudad hasta el último cartucho y el último aliento, independientemente de la fuerza del enemigo. Que Alá nos ayude, y que las oraciones de Mahoma estén con nosotros."
"¡Oficiales del heroico ejército turco! Oh pequeños mahometanos, acérquense y prométanme, ante nuestro Señor y el Profeta, honrar su fe con el sacrificio supremo de sus vidas".
Fahreddin Pashá había dicho que tuvo una visión en un sueño, en el que el profeta Mahoma le había ordenado que no se rindiera. En agosto de 1918, Husayn ibn Ali, jerife de La Meca, intentó presionarlo para que se rindiera. Fahreddin le respondió con estas palabras:
"Fakhr-ud-Din, General, Defensor de la Santísima Ciudad de Medina. Sirviente del Profeta.
En el nombre de Alá, el Omnipotente, A aquel que rompió el poder del Islam, provocó un derramamiento de sangre entre los musulmanes, puso en peligro al califato del Comandante de los Fieles y lo expuso al dominio de los británicos.
La noche del jueves catorce de Dhu al-Hijjah, caminaba cansado y agotado, pensando en la protección y defensa de Medina, cuando me encontré entre desconocidos que trabajaban en una pequeña plaza. Entonces vi frente a mí a un hombre de semblante sublime. Él era el Profeta, ¡que la bendición de Allah sea con él! Su brazo izquierdo descansaba sobre su cadera debajo de su túnica, y me dijo de manera protectora: 'Sígueme'. Lo seguí dos o tres pasos y desperté. Inmediatamente me dirigí a su mezquita sagrada y me postré en oración y agradecimiento.
Ahora estoy bajo la protección del Profeta, mi Comandante Supremo. Me ocupo de fortalecer las defensas, construir calles y plazas en Medina. No me incomoden con más ofertas inútiles".
Se negó a entregar su espada incluso después de recibir una orden directa del ministro de guerra otomano. El gobierno del Imperio estaba muy molesto por su comportamiento y el mismo sultán Mehmed VI lo destituyó de su cargo. Se negó a rendirse y mantuvo la bandera otomana ondeando en Medina hasta 72 días después del final de la guerra. Después del Armisticio de Mudros, la unidad otomana más cercana estaba a 1.300 kilómetros de Medina.
Respondió a un ultimátum del general británico Reginald Wingate el 15 de diciembre de 1918, y volvió a negarse, respondiendo con las palabras "Soy mohametano. Soy osmanlí. Soy hijo de Bayer Bey. Soy un soldado". Finalmente, Fahreddin fue arrestado por sus propios hombres quienes lo entregaron a Abd Allah ibn Husayn el 9 de enero de 1919 en Bir Dawish. Abd Allah entró a Medina junto con Ali Hussein (más tarde Rey de Hiyaz), quien llegó el 2 de febrero.

## Después de la guerra
Tras ser arrestado, fue enviado a El Cairo, en Egipto. Después fue trasladado a Malta, donde vivió como prisionero de guerra hasta 1921. Después de ser liberado, se unió al ejército de Mustafá Kemal Atatürk y luchó contra los ejércitos griegos y franceses que ocupaban gran parte de Anatolia. Después de la Guerra de Independencia turca, fue el embajador de Turquía en Afganistán desde 1922 hasta 1926, y en 1936 fue ascendido a Ferik (Teniente General), para después retirarse del ejército. Fahreddin Pashá murió el 22 de noviembre de 1948, después de sufrir un infarto durante un viaje a Eskişehir. Fue enterrado en Estambul.

## Legado
En diciembre de 2017, el ministro de asuntos exteriores de Emiratos Árabes, Abdullah bin Zayed Al Nahayan desató una crisis diplomática con Turquía al compartir una publicación en su cuenta personal de redes sociales que aseguraba que Fahreddin y sus fuerzas robaron manuscritos de Medina, entre otros crímenes contra la población local durante el asedio. En respuesta, el presidente turco Recep Tayyip Erdoğan lo llamó 'ignorante'. "Algún impertinente se hunde y llega a acusar de robo a nuestros antepasados. ¿Qué echó a perder a este hombre? Lo estropeó el petróleo, el dinero que tiene. Cuando mis antepasados defendían a Medina, tú (hombre) insolente, ¿dónde estaban los tuyos? Primero, tienes que dar cuenta de esto".
Unos días después, el gobierno turco cambió el nombre de la calle en donde se encuentra la Embajada de los Emiratos Árabes Unidos a Calle Fahreddin Pasha.